# Khomas
Khomas is een bestuurlijke regio in Namibië. De naam Khomas komt van het berggebied Khomas Hochland.
De Khomas regio vormt het economische en politieke centrum van Namibië. In het dunbevolkte Namibië is Khomas een van de dichtstbevolkte gebieden.
De regio kent tien kiesdistricten (Engels: constituency): Katatura Central, Katatura East, Khomasdal North, Moses/Garoeb, Samora Machel, Soweto, Tobias Hainyeko, Windhoek East, Windhoek Rural en Windhoek West.

## Plaatsen
- Aris, village van 1992 tot 1993
- Kappsfarm, village van 1992 tot 1993

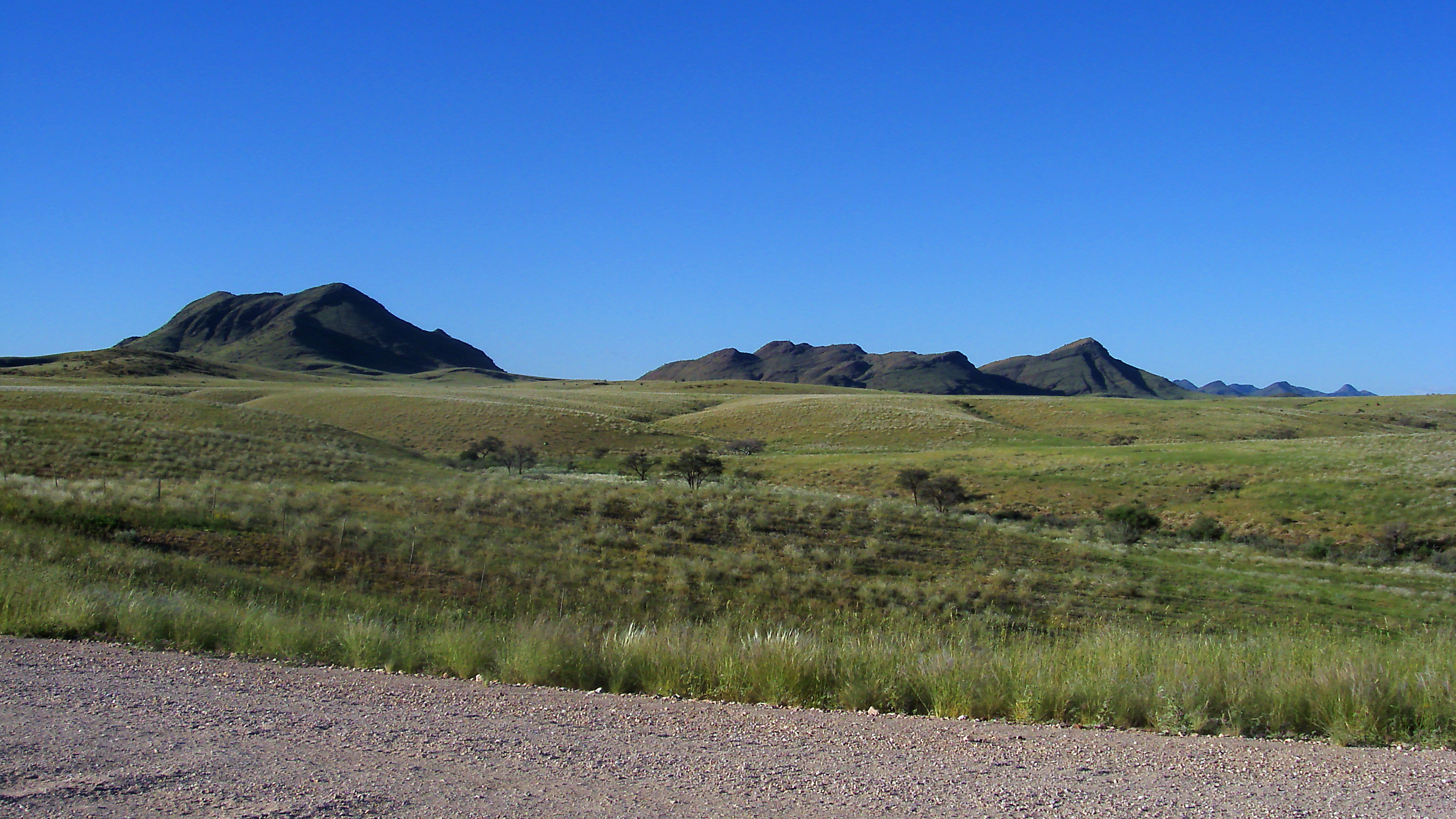
Berggebied Khomas Hochland

- Windhoek, municipality, 716 km²

Zambezi · Erongo · Hardap · ǁKaras · Kavango Oost · Kavango West · Khomas · Kunene · Ohangwena · Omaheke · Omusati · Oshana · Oshikoto · Otjozondjupa